# Guglielmo Toros
Guglielmo Toros, detto Memo (Grado, 25 settembre 1927 – Gorizia, 17 gennaio 2012), è stato un calciatore italiano, di ruolo terzino-attaccante.

## Carriera
Giocò per otto stagioni, di cui sette in Serie A, con la Pro Patria.

## Palmarès

### Club

#### Competizioni nazionali
- Serie D: 1

Monfalcone: 1961-1962